# FHONDA-Syndrom
Das FHONDA-Syndrom, Akronym für Fovea-Hypoplasie, Optic Nerve Decussation (Sehnervenkreuzung) und Fehlbildung des vorderen Augensegmentes, ist eine sehr seltene angeborene Erkrankung mit den namensgebenden Hauptmerkmalen.
Synonym: englisch Foveal hypoplasia-optic nerve decussation defect-anterior segment dysgenesis syndrome
Die Erstbeschreibung stammt aus dem Jahre 2004 durch die britischen Ärzte B. Pal, M. D. Keen und Mitarbeiter.

## Verbreitung
Die Häufigkeit wird mit unter 1 zu 1.000.000 angegeben, die Vererbung erfolgt autosomal-rezessiv.

## Ursache
Der Erkrankung liegen Mutationen im SLC38A8-Gen auf Chromosom 16 Genort q23.3 zugrunde, welches für einen SLC-Transporter kodiert.

## Klinische Erscheinungen
Klinische Kriterien sind:
- Hypoplasie der Fovea centralis
- Fehlbildung der Sehnervenkreuzung mit vermehrter Zahl an fehlverlaufenden Nervenfasern
- Axenfeld-Anomalie[4] mit Fehlbildung des vorderen Augensegmentes.
- kein Albinismus
- angeborener Nystagmus, verminderter Visus, gelegentlich Strabismus

Hinzu können Mikrophthalmie und Colobom treten.

## Diagnose
Die Diagnose ergibt sich aus der klinisch-augenärztlichen Untersuchung zusammen mit der medizinischen Bildgebung durch Magnetresonanztomographie.